# Len Cariou
Leonard Joseph Cariou, detto Len (Saint Boniface, 30 settembre 1939), è un attore canadese.

## Biografia
È noto per aver interpretato il personaggio di Sweeney Todd nel musical Sweeney Todd: The Demon Barber of Fleet Street (1979) di Stephen Sondheim. Per questa interpretazione ha vinto il premio Drama Desk Award for Outstanding Actor in a Musical nella stagione 1978/1979.
È apparso anche in diverse puntate del telefilm La signora in giallo, al fianco di Angela Lansbury, che era stata la sua coprotagonista in Sweeney Todd.
Dal 2010 interpreta Henry Reagan, il padre di Frank Reagan, interpretato da Tom Selleck, nella serie televisiva poliziesca della CBS Blue Bloods.
Ha due matrimoni alle spalle: uno con Patricia Otter, da cui ha avuto una figlia, Laurel, e uno dal 1975 al 1978 con Susan Kapilow. Dal 1979 al 1983 è stato compagno dell'attrice Glenn Close e dal 1986 è sposato con Heather Summerhayes.

## Filmografia parziale

### Cinema
- Gigi (A Little Night Music), regia di Harold Prince (1978)
- Le quattro stagioni (The Four Seasons), regia di Alan Alda (1981)
- Scarlatti - Il thriller (Lady in White), regia di Frank LaLoggia (1988)
- Mai con uno sconosciuto (Never Talk to Strangers), regia di Peter Hall (1995)
- Decisione critica (Executive Decision), regia di Stuart Baird (1996)
- Thirteen Days, regia di Roger Donaldson (2000)
- A proposito di Schmidt (About Schmidt), regia di Alexander Payne (2002)
- Secret Window, regia di David Koepp (2004)
- Il più bel gioco della mia vita (The Greatest Game Ever Played), regia di Bill Paxton (2005)
- Flags of Our Fathers, regia di Clint Eastwood (2006)
- 1408, regia di Mikael Håfström (2007)
- News Movie (The Onion Movie), regia di Tom Kuntz, James Kleiner (2008)
- Prisoners, regia di Denis Villeneuve (2013)
- Il caso Spotlight (Spotlight), regia di Tom McCarthy (2015)
- Il giustiziere della notte - Death Wish (Death Wish), regia di Eli Roth (2018)
- Bumblebee, regia di Travis Knight (2018)

### Televisione
- La signora in giallo (Murder, She Wrote) – serie TV, 7 episodi (1985-1992)
- Law & Order - I due volti della giustizia (Law & Order) – serie TV, 3 episodi (1993-2008)
- Star Trek: Voyager – serie TV, episodio 3x15 (1997)
- American Spy (In the Company of Spies), regia di Tim Matheson – film TV (1999)
- Il processo di Norimberga (Nuremberg) – miniserie TV, 1 episodio (2000) - Sir Francis Beverley Biddle
- West Wing - Tutti gli uomini del Presidente (The West Wing) – serie TV, episodio 2x04 (2001)
- Brotherhood - Legami di sangue (Brotherhood) – serie TV, 11 episodi (2006-2007)
- Into the Storm - La guerra di Churchill (Into the Storm), regia di Thaddeus O'Sullivan – film TV (2009) - Franklin Delano Roosevelt
- Blue Bloods – serie TV, 293 episodi (2010-2024)
- When They See Us – miniserie TV, 3 episodi (2019)

## Teatro (parziale)

### Attore
- Damn Yankees, colonna sonora di Richard Adler, libretto di Jerry Ross, George Abbott e Douglass Wallop (libretto). Rainbow Stage di Winnipeg (1959)
- L'opera da tre soldi, colonna sonora di Kurt Weill, libretto di Bertolt Brecht. Royal Manitoba Theatre Centre di Winnipeg (1961)
- Mister Roberts, di Thomas Heggen e Joshua Logan. Royal Manitoba Theatre Centre di Winnipeg (1961)
- Macbeth, di William Shakespeare. Stratford Festival di Stratford (1962)
- La tempesta, di William Shakespeare. Stratford Festival di Stratford (1962)
- La bisbetica domata, di William Shakespeare. Stratford Festival di Stratford (1962)
- Cyrano de Bergerac, di Edmond Rostand. Stratford Festival di Stratford (1962)
- Troilo e Cressida, di William Shakespeare. Stratford Festival di Stratford (1963)
- La commedia degli errori, di William Shakespeare. Stratford Festival di Stratford (1963)
- Timone d'Atene, di William Shakespeare. Stratford Festival di Stratford (1963)
- Pene d'amor perdute, di William Shakespeare. Stratford Festival di Stratford (1964)
- Riccardo II, di William Shakespeare. Stratford Festival di Stratford (1964)
- Il borghese gentiluomo, di Molière. di William Shakespeare. Stratford Festival di Stratford (1964)
- Come vi piace, di William Shakespeare. Stratford Festival di Stratford (1966)
- La famiglia Antrobus, di Thornton Wilder. Stratford Festival di Stratford (1966)
- La dodicesima notte, di William Shakespeare. Guthrie Theater di Minneapolis (1968)
- Otello, di William Shakespeare. Goodman Theatre di Chicago (1969)
- Molto rumore per nulla, di William Shakespeare. American Shakespeare Theatre di Stratford (1969)
- Tre sorelle, di Anton Čechov. American Shakespeare Theatre di Stratford (1969)
- Enrico V, di William Shakespeare. ANTA Washington Square Theatre dell'Off-Broadway (1969)
- Applause, colonna sonora di Charles Strouse, libretto di Betty Comden, Adolph Green e Lee Adams. Palace Theatre di Broadway (1970)
- Cyrano de Bergerac, di Edmond Rostand. Guthrie Theater di Minneapolis (1971)
- La bisbetica domata, di William Shakespeare. Guthrie Theater di Minneapolis (1971)
- Sogno di una notte di mezza estate, di William Shakespeare. Guthrie Theater di Minneapolis (1972)
- Edipo re, di Sofocle. Guthrie Theater di Minneapolis (1973)
- Sondheim: A Celebration, di Stephen Sondheim. Shubert Theatre di Broadway (1973)
- A Little Night Music, colonna sonora di Stephen Sondheim, libretto di Hugh Wheeler. Majestic Theatre e Shubert Theatre di Broadway (1973)
- Re Lear, di William Shakespeare. Guthrie Theater di Minneapolis (1974)
- Equus, di Peter Shaffer. Royal Manitoba Theatre Centre di Winnipeg (1975)
- Cyrano de Bergerac, di Edmond Rostand. Royal Manitoba Theatre Centre di Winnipeg (1975)
- Sweeney Todd: The Demon Barber of Fleet Street, colonna sonora di Stephen Sondheim, libretto di Hugh Wheeler. Gershwin Theatre di Broadway (1979)
- Coriolano, di William Shakespeare. Stratford Festival di Stratford (1981)
- La bisbetica domata, di William Shakespeare. Stratford Festival di Stratford (1981)
- Giulio Cesare, di William Shakespeare. Stratford Festival di Stratford (1982)
- La tempesta, di William Shakespeare. Stratford Festival di Stratford (1982)
- Coriolano, di William Shakespeare. Stratford Festival di Stratford (1984)
- La bisbetica domata, di William Shakespeare. Stratford Festival di Stratford (1984)
- Le armi e l'uomo, di George Bernard Shaw. Stratford Festival di Stratford (1984)
- La tempesta, di William Shakespeare. Stratford Festival di Stratford (1985)
- Giulio Cesare, di William Shakespeare. Stratford Festival di Stratford (1985)
- Misura per misura, di William Shakespeare. Lincoln Center di Broadway (1989)
- Show Boat, colonna sonora di Jerome Kern, libretto di Oscar Hammerstein II. Tour statunitense (1994)
- Copenhagen, di Michael Frayn. Tour statunitense (1998)
- Funny Girl, colonna sonora di Jule Styne, libretto di Bob Merrill e Isobel Lennart. New Amsterdam Theatre di Broadway (2002)
- Proof, di David Auburn. Walter Kerr Theatre di Broadway (2002)
- I Persiani, di Eschilo. Michael Schimmel Center for the Arts di New York (2003)
- Follies, colonna sonora di Stephen Sondheim, libretto di James Goldman. John Hancock Hall di Boston (2003)
- Kismet, colonna sonora di Alexander Borodin, libretto di Robert Wright, George Forrest, Charles Lederer e Luther Davis. Reprise Theatre Company di Los Angeles (2004)
- Erano tutti miei figli, di Arthur Miller. Geffen Playhouse di Los Angeles (2006), Gate Theatre di Dublino (2009)
- Frost/Nixon, di Peter Morgan. Canadian Stage Company di Toronto (2005)
- Brigadoon, colonna sonora di Frederick Loewe, libretto di Alan Jay Lerner. Irish Repertory Theatre dell'Off-Broadway (2009)

## Riconoscimenti
- Drama Desk Award
  - 1979 – Miglior attore in un musical per Sweeney Todd
- Premio Emmy
  - 2009 – Candidatura al miglior attore non protagonista in una miniserie o film TV per Into the Storm
- Gemini Awards
  - 1991 – Candidatura al miglior attore in una miniserie drammatica per Kurt Vonnegut's Monkey House
- Outer Critics Circle Award
  - 1990 – Candidatura al miglior attore in un'opera teatrale per Mountain
  - 1991 – Candidatura al miglior attore in un'opera teatrale per The Speed of Darkness
- Theatre World Award
  - 1973 – Miglior debutto per Enrico V e Applause
- Tony Award
  - 1970 – Candidatura al miglior attore protagonista in un musical per Applause
  - 1973 – Candidatura al miglior attore protagonista in un musical per A Little Night Music
  - 1979 – Miglior attore protagonista in un musical per Sweeney Todd

## Doppiatori italiani
Nelle versioni in italiano delle opere in cui ha recitato, Len Cariou è stato doppiato da:
- Bruno Alessandro in CSI - Scena del crimine, Damages, Il caso Spotlight, Il giustiziere della notte - Death Wish, Bumblebee
- Luciano De Ambrosis in Decisione critica, Thirteen Days, A proposito di Schmidt, Secret Window
- Dario Penne in Into the Storm, Scarlatti - Il thriller, La signora in giallo (ep. 2x01)
- Carlo Reali in Law & Order - I due volti della giustizia (ep. 18x18), Blue Bloods
- Carlo Sabatini in Mai con uno sconosciuto, Army Wives
- Marcello Tusco in Law & Order - I due volti della giustizia (ep. 3x17)
- Elio Zamuto in Law & Order - I due volti della giustizia (ep. 6x23)
- Walter Maestosi ne La signora in giallo
- Vittorio Di Prima in Swift - Il giustiziere
- Franco Zucca in The Summer of Ben Tyler
- Antonio Colonnello ne Il processo di Norimberga
- Emilio Cappuccio ne Il più bel gioco della mia vita
- Pieraldo Ferrante in Prisoners
- Ambrogio Colombo in When They See Us
- Maurizio Scattorin in Brotherhood - Legami di Sangue (ridoppiaggio)